# Hacıoğlu, Çiçekdağı
Hacıoğlu là một xã thuộc huyện Çiçekdağı, tỉnh Kırşehir, Thổ Nhĩ Kỳ. Dân số thời điểm năm 2010 là 25 người.